# Fatma Pehlivan
Fatma Pehlivan (Istanboel, 1 september 1957) is een voormalig Belgische politica voor de sociaaldemocratische partij SP en later sp.a.

## Levensloop
Pehlivan, die op haar achtste met haar familie van Turkije naar België kwam, is van opleiding regentes snit en naad, een diploma dat ze in 1978 behaalde aan de normaalschool in Gent. Van 1978 tot 2001 was ze actief als lerares voor de stad Gent, waarbij ze Nederlandse les gaf aan Turkse leerkrachten, alfabetiseringslessen aan Turkse vrouwen en Turkse kinderen onderwees in hun eigen taal. 
Van 1993 tot 1999 was ze ondervoorzitster van het Intercultureel Centrum voor Migranten (ICCM); vanaf 1999 was ze voorzitster. Daarnaast was ze van 1994 tot 1998 voorzitster van de Federatie van Turkse Vooruitstrevende Verenigingen. In 1998 werd ze lid van de Raad van het Migrantenforum bij de Europese Unie, een mandaat dat ze in 2002 beëindigde.
Begin jaren 1980 was Pehlivan kabinetsmedewerker voor de Gentse socialistische schepen van Onderwijs Piet Van Eeckhaut. In 1995 trad ze officieel toe tot de partij SP, vanaf 2001 sp.a geheten. Bij de federale verkiezingen van juni 1999 stond Pehlivan op de zevende plaats van de SP-lijst voor de Senaat, maar ze raakte niet verkozen. In januari 2001 kwam ze alsnog in de Senaat terecht toen ze in opvolging van Kathy Lindekens werd aangesteld als gecoöpteerd senator. Ze bleef dit tot aan de verkiezingen van mei 2003 en werd toen rechtstreeks gekozen in de Senaat. Ze zetelde tot in juni 2007 en was toen lijstduwer op de Kamerlijst in de kieskring Oost-Vlaanderen. In de Senaat was zij lid van de commissie Sociale Aangelegenheden, waarvan ze van 2003 tot 2004 tweede ondervoorzitter was, en van 2003 tot 2007 voorzitter van het Adviescomité voor Gelijke Kansen voor Vrouwen en Mannen.
In oktober 2006 werd Pehlivan verkozen tot gemeenteraadslid van Gent, wat ze bleef tot eind 2018. Van januari 2007 tot juli 2009 was ze schepen van de stad, waarmee ze de allereerste van allochtone komaf in deze functie was. Hierbij was Pehlivan bevoegd voor Personeelsbeleid, Administratieve Vereenvoudiging en Informatica.
Bij de Vlaamse verkiezingen van 7 juni 2009 werd ze verkozen in de kieskring Oost-Vlaanderen. Tussen midden juli 2009 en midden juli 2010, en opnieuw van eind december 2011 tot eind mei 2014, werd ze door het Vlaams Parlement aangewezen als gemeenschapssenator. Ze bleef Vlaams volksvertegenwoordiger tot mei 2014. In het Vlaams Parlement was Pehlivan van 2009 tot 2014 lid van de commissie Onderwijs en Gelijke Kansen en zetelde ze van 2009 tot 2012 in de commissie Buitenlands Beleid, Europese Aangelegenheden en Internationale Samenwerking; in de Senaat was zij van 2009 tot 2010 en opnieuw van 2012 tot 2014 lid van de commissie Binnenlandse Zaken en van 2009 tot 2010 lid van de commissie Buitenlandse Betrekkingen en Landsverdediging.
In mei 2014 werd ze verkozen tot lid van de Kamer van volksvertegenwoordigers, waar ze bleef zetelen tot in mei 2019. Bij de verkiezingen dat jaar was ze geen kandidaat meer.
Sinds 5 juni 2007 is ze ridder in de Leopoldsorde.